# Alexander Supan
Alexander Georg Supan (født 3. marts 1847 i Innichen, Tyrolen, død 7. juli 1920 i Breslau) var en østrigsk geograf.
Efter at have studeret i Graz, Halle og Leipzig blev han 1877 ansat som docent ved universitetet i Czernowitz, hvor han senere (1880) blev professor i geografi; 1909-1916 var han professor i geografi i Breslau. Han var fra 1884—1909 redaktør af Petermanns Mitteilungen i Gotha og hævede dette tidsskrift til det ypperste blandt de geografiske tidsskrifter; han har selv skrevet flere af supplementshefterne, for eksempel fortsættelsen af de af Behm og Wagner påbegyndte folketællingsoversigter Die Bevölkerung der Erde. Blandt hans øvrige skrifter kan fremhæves Grundzüge der physischen Erdkunde (1884), senere udkommen i flere omhyggelig nybearbejdede udgaver; Österreich-Ungarn i Kirchhoffs Länderkunde von Europa samt kortfattede, meget benyttede lærebøger for de tyske og østrigske mellemskoler. I sine sidste to leveår var han lammet, men fortsatte dog sin videnskabelige virksomhed til sin død.